# Zoológico, museo y acuario de las Bermudas
El Zoológico, Museo y Acuario de las Bermudas (en inglés: Bermuda Aquarium, Museum and Zoo, Bamz) es una instalación situada en el pueblo de Flatts, en las Bermudas, un territorio británico de ultramar del Reino Unido. Está a unos 700 kilómetros al este de los Estados Unidos y en el centro geográfico de las Bermudas. Fue establecido en 1926 por el gobierno de las Bermudas para impulsar la creciente industria turística del lugar.
La instalación se centra en mostrar especies de las islas oceánicas y en la conservación, educación e investigación relacionadas con estas especies, y contiene un acuario, un museo de historia natural y un zoológico.